# Núria Pié
Núria Pié Barrufet, (Tarragona, 1948) és una ceramista catalana. Estudià dibuix i pintura a l'Escola d'Art de Tarragona i disseny gràfic i fotografia a l'Escola de la Llotja. Treballà com a il·lustradora a la revista Cavall Fort. S'inicià més tard en la ceràmica al Taller d'Arts de Sant Jordi i acabà desenvolupant una sòlida base tècnica.

## Obra
L'artista parteix del concepte primitiu de la ceràmica, és a dir, de l'acte gairebé màgic de transformar un tros de fang en una obra d'art. Ha estat una de les primeres en treballar amb la tecnologia digital aplicada a la ceràmica, combinant molt bé tradició i modernitat.
En el seu recorregut professional es distingeixen sis períodes, cada etapa correspon a una situació determinada, a una situació personal que només l'artista coneix:
- 1984-1900, reflexos metàl·lics.
- 1991-1998, esquematismes.
- 1992-1994, prova de foc.
- a partir de l'any 1998, serigrafia.
- a partir del 2000, cubs o daus.
- 2007-2008, imatges manipulades digitalment de flors.

El Museu del Disseny de Barcelona conserva una selecció dels seus dissenys.

## Exposicions
El novembre de 2006 participa en una important mostra col·lectiva "La Ceràmica española y su integración en el arte. Exploración y revalorización de la materia." El seu reconeixement nacional i internacional s'inicia l'any 1983 quan és convidada pel govern marroquí a participar en el 5è Moussem Culturel d'Asilah. El 1986 ho és per les Chambres de Métiers, a la primera trobada de ceramistes europeus, a Perigús (França). El 1990 participa a Arte/Fiera a Bolonya (Itàlia) com a ceramista convidada, i el 2000 a l'exposició itinerant “Naturaleza Inventada”, organitzada per l'Ajuntament de Còrdova. L'any 2001 la conviden a participar en la 7a edició de la Ruta de la ceràmica, (Keramiekrouté) a Utrech (Països Baixos), on el país seleccionat fou Catalunya. L'any 2003 rep el diploma de Mestre Artesà per la Generalitat de Catalunya a la seva trajectòria professional.
Realitza múltiples exposicions i obté diversos guardons, entre els quals cal destacar el Premi Internacional ExpoHogar (2000); el Premi Internacional Vietri sul Mare, el reconeixement més prestigiós d'Itàlia (2001), atorgat a l'itinerari creatiu de recerca basat en fons històriques i tècniques contemporànies; la Menció d'Honor en el Concurs de Ceràmica de Castelló, i la Medalla d'Honor pel Premi Internacional Vietri sul Mare (2003).
Així mateix, va ser una de les dissenyadores presents a l'exposició Som aquí. Les dones en el disseny 1900-avui, organitzada pel Museu del Disseny de Barcelona el 2023, que recuperava les dissenyadores pioneres dels anys 1960, 1970 i 1980 a Catalunya.
Altres exposicions:
- Exposició col·lectiva a la Sala Rovira de Barcelona - 1986[8]
- Exposició col·lectiva Aigua i Pols de Tàrraco - 1998-199[9]